# Anni Voipio
Anni Voipio, född 10 juli 1906 i Viborg, död 30 november 1983 i Helsingfors, var en finländsk journalist och författare. Hon var brorsdotter till Aarni Voipio. 
Voipio blev filosofie kandidat 1929. Hon var journalist vid Uusi Suomi 1926–1942, en tid som hon skildrar i romanen Lehtimatka (1966). Åren 1942–1950 var hon informationschef vid Finlands Röda Kors och därefter verksam inom affärsvärlden. Hon debuterade med romanen Häijyn miehen elämä (1954) och gav vidare bland annat ut en biografi över Gustaf Mannerheim (finska 1942, svensk översättning samma år, tredje svenska utökade upplagan 1952).